# موينيوس
بلدية موينيوس (بالإسبانية: Muíños) هي بلدية تقع في مقاطعة أورينسي التابعة لمنطقة غاليسيا شمال غرب إسبانيا.

## الديموغرافيا
بلغ عدد سكان بلدية موينيوس 1.782 نسمة عام 2011 (وفقاً للمعهد الوطني للإحصاء الإسباني).
| 2.207 | 2.083 | 2.014 | 2.003 | 1.922 | 1.821 | 1.782 |